# Las Ánimas, Tamaulipas
Las Ánimas är en ort i Mexiko.   Den ligger i kommunen El Mante och delstaten Tamaulipas, i den centrala delen av landet, 400 km norr om huvudstaden Mexico City. Las Ánimas ligger 78 meter över havet och antalet invånare är 291.
Terrängen runt Las Ánimas är platt, och sluttar österut. Runt Las Ánimas är det ganska glesbefolkat, med 43 invånare per kvadratkilometer. Närmaste större samhälle är Plan de Ayala, 11,9 km sydost om Las Ánimas. Trakten runt Las Ánimas består till största delen av jordbruksmark.